# Örvös Lajos
Örvös Lajos (Ungvár, 1923. július 28. – Budapest, 2002. július 27.) író, költő, műfordító.

## Élete
Édesapja Örvös János újságíró, kiadói szerkesztő volt. Örvös Lajos 1941-ben Móricz Zsigmond mellett kezdte pályáját a Kelet Népe szerkesztőségében. Móricz íratta be az egyetem francia szakára, mondván: egy magyar írónak beszélnie kell egy világnyelvet. Az egyetem befejezése után az első UNESCO ösztöndíjasként Párizsban a Sorbonne-on folytatta nyelvtudományi tanulmányait.
Saját verseskötetei, regénye és novelláskötetei jelentek meg. 1956-ban az Irodalmi Újság szerkesztőjeként közölte Illyés Gyula Egy mondat a zsarnokságról című versét. Ezt követően két évig munkanélküli volt. Gyakran fordult meg a későbbiekben is Párizsban, hosszabb-rövidebb időre. Véglegesen 1966-ban tért vissza Magyarországra, ezek után csak egy-egy hónapra ment ki évente nyelvészeti tanulmányokat folytatni. A jeles francia írók közül többek között Balzac, Verne, Camus, Lévi-Strauss, Simenon, Lecalloc'h, műveit fordította magyar nyelvre.
2001-ben a francia köztársasági elnök a francia Nemzeti Érdemrend Tiszti fokozatával tüntette ki, és ugyanabban az évben az akkori francia miniszterelnök az Akadémiai Pálmák Tiszti fokozatát adományozta Örvös Lajosnak.
Örvös Lajos 2002-ben hunyt el az utolsó olyan magyar íróként, aki a Kelet Népe szerkesztőségében dolgozott Móricz Zsigmonddal.

## Művei
- Csillagok alatt (1941)
- Tücsök (1944)
- Nyomozás (1947)
- A szegénység dicsérete (1947)
- A forró föld küldötte (1952)
- Furulya (1954)
- Elvágva a világtól (1988)
- Arcok éjszaka (1994)
- Külvárosi lelkek (1994)

## Műfordításai
- Charles-Ferdinand Ramuz: A nagy-nagy sondrebondi háború (1960)
- E. Le Roy: A rebellis (1960)
- Jules Verne: Sándor Mátyás (1969)
- Charles-Ferdinand Ramuz: Az elbocsátott szolgálólány (1971)
- Claude Lévi-Strauss: Szomorú trópusok (1973)
- Georges Simenon: A sárga kutya (1974)
- Albert Camus: Boldog halál (1984)
- Bernard Le Calloc'h: Nagyenyedtől a Himalájáig Kőrösi Csoma Sándorral (1997)
- Balzac: Mercadet, a pénz királya... (1998)
- Bernard Le Calloc'h: Kőrösi Csoma Sándor útinaplója
- Roger Grenier: Tűző nap és árnyék
- Roger Martin du Gard: A Thibault család
- Albert Camus: Ostromállapot, Igazak, Félreértés (színművek)
- Eugène Labiche: Perichone Úr utazása